# Modus (Stochastik)
Als Modus oder Modalwert bezeichnet man in der Stochastik eine Kennzahl der Verteilung einer Zufallsvariable oder eines Wahrscheinlichkeitsmaßes. Der Modus gehört zu den Lagemaßen und hat somit wie der Erwartungswert und der Median die Aufgabe, die Position einer Verteilung zu charakterisieren.
Der Modus wird über die Wahrscheinlichkeitsdichtefunktionen oder Wahrscheinlichkeitsfunktionen einer Verteilung definiert und ist vom Modus im Sinne der deskriptiven Statistik zu unterscheiden. Dieser ist eine Kennzahl einer Stichprobe (wie das arithmetische Mittel), der Modus in der Stochastik hingegen ist eine Kennzahl einer abstrakten Mengenfunktion (wie der Erwartungswert).

## Definition

### Über Wahrscheinlichkeitsdichten
Ist eine Zufallsvariable {\displaystyle X} oder eine Wahrscheinlichkeitsverteilung {\displaystyle P} mit Wahrscheinlichkeitsdichtefunktion {\displaystyle f}, so heißt {\displaystyle x_{m}} ein Modus oder Modalwert von {\displaystyle X} oder  {\displaystyle P}, falls {\displaystyle f(x_{m})} ein lokales Maximum von {\displaystyle f} ist.
Ist die Zufallsvariable {\displaystyle X} reellwertig beziehungsweise die Wahrscheinlichkeitsverteilung auf den reellen Zahlen definiert, so ist dies äquivalent dazu, dass es ein offenes Intervall um {\displaystyle x_{m}} gibt, so dass 
{\displaystyle f(x)\leq f(x_{m})}
für alle {\displaystyle x} in diesem Intervall gilt.

### Über Wahrscheinlichkeitsfunktionen
Es sei eine höchstens abzählbare Menge {\displaystyle \Omega } gegeben, deren Elemente {\displaystyle x_{k}} in aufsteigender Ordnung sortiert sind, das heißt {\displaystyle \dots <x_{k-1}<x_{k}<x_{k+1}<\dots }. Ist dann {\displaystyle X} eine Zufallsvariable mit Werten in {\displaystyle \Omega } und Wahrscheinlichkeitsfunktion {\displaystyle f} oder ist {\displaystyle P} eine Wahrscheinlichkeitsfunktion auf {\displaystyle \Omega } mit Wahrscheinlichkeitsfunktion {\displaystyle f}, so heißt {\displaystyle x_{k}} ein Modus oder Modalwert von {\displaystyle X} oder {\displaystyle P}, wenn
{\displaystyle f(x_{k-1})\leq f(x_{k})\geq f(x_{k+1})}
ist.
Ist spezieller {\displaystyle X} eine Zufallsvariable mit Werten in {\displaystyle \mathbb {N} } oder {\displaystyle P} eine Wahrscheinlichkeitsverteilung auf {\displaystyle \mathbb {N} }, so ist {\displaystyle k} ein Modus, wenn
{\displaystyle f(k-1)\leq f(k)\geq f(k+1)}
ist.

## Schwächen
Der Modus ist als Lagemaß nicht immer unproblematisch. So kann er beispielsweise keine oder nur eine sehr geringe Aussagekraft besitzen. Betrachtet man die Wahrscheinlichkeitsdichtefunktion der Exponentialverteilung mit dem Parameter {\displaystyle \lambda }
{\displaystyle f_{\lambda }(x)={\begin{cases}\displaystyle \lambda {\rm {e}}^{-\lambda x}&x\geq 0\\0&x<0\end{cases}}}
so besitzt diese bei {\displaystyle x_{m}=0} ein globales Maximum. Damit ist die Null der eindeutige Modus der Exponentialverteilung. Jedoch ist die Wahrscheinlichkeit, einen Wert kleiner als Null zu erhalten, gleich null. Dies steht in deutlichen Widerspruch zu der zugrundeliegenden Idee eines Lagemaßes, das angeben soll, wo sich „viel Wahrscheinlichkeit“ befindet.
Ebenso muss der Modus im Allgemeinen nicht eindeutig sein (siehe unten). Im Extremfall der stetigen Gleichverteilung, welche die Wahrscheinlichkeitsdichtefunktion {\displaystyle f(x)={\begin{cases}{\frac {1}{b-a}}&a\leq x\leq b\\0&{\text{sonst}}\end{cases}}}
besitzt, ist jeder Wert in dem Intervall {\displaystyle (a,b)} ein Modus.

## Aufbauende Begriffe
Verteilungen, welche nur einen Modus besitzen, werden als unimodale Verteilungen bezeichnet.
Verteilungen mit mehr als einem Modus werden als multimodale Verteilungen bezeichnet und weiter nach der Anzahl ihrer Modi unterschieden. So spricht man auch von bimodalen Verteilungen (zwei Modi) oder trimodalen Verteilungen (drei Modi).

## Abgrenzung
Der Modus (im Sinne der Statistik) kann jeder Stichprobe zugeordnet werden, die nominal skaliert ist, deren Elemente sich also in bestimmte Kategorien gruppieren lassen. Somit ist der Modus eine Kennzahl einer Stichprobe, also einer Anordnung von Ergebnissen eines durchgeführten Zufallsexperimentes.
Der Modus (im Sinne der Wahrscheinlichkeitstheorie) ist eine Kennzahl einer Wahrscheinlichkeitsverteilung. Diese ist eine Abbildung, welche speziellen Mengen eine Zahl zuordnet und ist damit von einer Stichprobe zu unterscheiden.
Die beiden Modus-Begriffe sind also verschieden, insbesondere da sie andersartigen mathematische Konstrukten Zahlen zuordnen: Einmal der Stichprobe, einmal der Wahrscheinlichkeitsverteilung. Beide Begriffe lassen sich über die empirische Verteilung verknüpfen. Ist eine Stichprobe {\displaystyle x=(x_{1},x_{2},\dots ,x_{n})} gegeben, so entspricht der Modus der Stichprobe {\displaystyle x} dem Modus (im Sinne der Wahrscheinlichkeitstheorie) der empirischen Verteilung von {\displaystyle x}.